# AFC Futsal Championship 2016
L'AFC Futsal Championship 2016 è stato il 14º campionato asiatico e si è disputato dal 10 al 21 febbraio 2016 a Tashkent, in Uzbekistan. L'Iran ha vinto il titolo per l'undicesima volta.

## Squadre qualificate
| Pr. | Squadra        | Data di qualificazione certa | Partecipante in quanto                                           | Ultima presenza    |
| --- | -------------- | ---------------------------- | ---------------------------------------------------------------- | ------------------ |
| 1   | Uzbekistan     | 10 maggio 2014               | Nazione ospitante e terzo posto all'AFC Futsal Championship 2014 | Vietnam 2014       |
| 2   | Giappone       | 10 maggio 2014               | Vincitore dell'AFC Futsal Championship 2014                      | Vietnam 2014       |
| 3   | Iran           | 10 maggio 2014               | Secondo posto all'AFC Futsal Championship 2014                   | Vietnam 2014       |
| 4   | Libano         | 2 ottobre 2015               | Vincitore gruppo A Zona Ovest                                    | Vietnam 2014       |
| 5   | Giordania      | 3 ottobre 2015               | Secondo posto gruppo A Zona Ovest                                | Esordiente         |
| 6   | Arabia Saudita | 13 novembre 2015             | Terzo posto gruppo A Zona Ovest                                  | Esordiente         |
| 7   | Qatar          | 2 ottobre 2015               | Vincitore gruppo B Zona Ovest                                    | Emirati Arabi 2012 |
| 8   | Iraq           | 2 ottobre 2015               | Secondo posto gruppo B Zona Ovest                                | Vietnam 2014       |
| 9   | Thailandia     | 12 ottobre 2015              | Vincitore gruppo A Zona ASEAN                                    | Vietnam 2014       |
| 10  | Malaysia       | 12 ottobre 2015              | Secondo posto gruppo A Zona ASEAN                                | Vietnam 2014       |
| 11  | Australia      | 11 ottobre 2015              | Vincitore gruppo B Zona ASEAN                                    | Vietnam 2014       |
| 12  | Vietnam        | 11 ottobre 2015              | Secondo posto gruppo B Zona ASEAN                                | Vietnam 2014       |
| 13  | Kirghizistan   | 16 novembre 2015             | Vincitore Zona Centrale                                          | Vietnam 2014       |
| 14  | Tagikistan     | 16 novembre 2015             | Secondo posto Zona Centrale                                      | Vietnam 2014       |
| 15  | Cina           | 19 novembre 2015             | Vincitore Zona Est                                               | Vietnam 2014       |
| 16  | Taipei cinese  | 19 novembre 2015             | Secondo posto Zona Est                                           | Vietnam 2014       |

## Fase a gironi

### Gruppo A
| Squadra        | Pti | G | V | N | P | GF | GS | DR |
| -------------- | --- | - | - | - | - | -- | -- | -- |
| Uzbekistan     | 9   | 3 | 3 | 0 | 0 | 9  | 3  | +6 |
| Kirghizistan   | 4   | 3 | 1 | 1 | 1 | 8  | 8  | 0  |
| Libano         | 2   | 3 | 0 | 2 | 1 | 7  | 9  | -2 |
| Arabia Saudita | 1   | 3 | 0 | 1 | 2 | 7  | 11 | -4 |

| Arbitri: | Kozaki Tomohiro Kobayashi Hiroyuki Husein Mahmoud Khalaileh |

|                                          |           |                                         |
| Kobeissy 23’, 32’ Tneich 24’ Zeitoun 28’ | Marcatori | 3’ Ruslan 9’ Ulanbek 25’, 40’ Maksadbek |

| Arbitri: | Chris Colley Hhelday Idang Vahid Arzpeyma Mohamareh |

|                                                       |           |                      |
| Davron 17’, 26’ Shalipov 25’ Sviridov 30’ Yunusov 33’ | Marcatori | 24’ Sufyani 26’ Jmah |

| Arbitri: | Maiket Yuttakon Lee Po-Fu Hasan Mohammed Mousa Al Gburi |

|                                      |           |                                           |
| Alalouni 13’ Sufyani 14’ Mubarak 33’ | Marcatori | 2’ (aut.) Alalouni 14’ El Dine 24’ Tneich |

| Arbitri: | Rey Ritaga Truong Quoc Dung Hawkar Ahmed |

|               |           |                  |
| Maksadbek 40’ | Marcatori | 20’, 23’ Dilshod |

| Arbitri: | Chris Colley Helday Idang Liu Jianqiao |

|                        |           |  |
| Javlon 11’ Farkhod 16’ | Marcatori |  |

| Arbitri: | Kozaki Tomohiro Rey Ritaga Husein Mahmoud Khalaileh |

|                                   |           |                     |
| Rustam 4’ Ilias 16’ Maksadbek 38’ | Marcatori | 1’ Atiah 40’ Nasser |

### Gruppo B
| Squadra   | Pti | G | V | N | P | GF | GS | DR  |
| --------- | --- | - | - | - | - | -- | -- | --- |
| Iran      | 9   | 3 | 3 | 0 | 0 | 26 | 2  | +24 |
| Iraq      | 6   | 3 | 2 | 0 | 1 | 12 | 17 | -5  |
| Cina      | 3   | 3 | 1 | 0 | 2 | 6  | 14 | -8  |
| Giordania | 0   | 3 | 0 | 0 | 3 | 4  | 15 | -11 |

| Arbitri: | Truong Quoc Dung Rey Ritaga Nurdin Bukuev |

|                                                               |           |             |
| Khalid 13’, 30’ Al Zubaidi 19’ Hameed 26’ Abdulmalek 35’, 38’ | Marcatori | 20’ Hongwei |

| Arbitri: | Lee Po-Fu Maiket Yuttakon Liu Jianqiao |

|                                                            |           |  |
| Hassanzadeh 2’, 27’ Tayebi 10’ Bahadori 31’ Javid 34’, 36’ | Marcatori |  |

| Arbitri: | Kobayashi Hiroyuki Kozaki Tomohiro Khamis Hassan Al Shamsi |

|  |           |                                                                               |
|  | Marcatori | 1’ Taheri 6’ Hassanzadeh 17’ Ahmad 26’, 28’ Keshavarz 27’ Tayebi 32’ Bahadori |

| Arbitri: | Helday Idang Chris Colley An Ran |

|                              |           |                                            |
| Naser Aldeen 5’, 29’ Ali 26’ | Marcatori | 21’ Fahem 29’ Eesa 36’ S. Abed 37’ F. Abed |

| Arbitri: | Truong Quoc Dung Lee Po-Fu Nurdin Bukuev |

| |           |                       |
| Taheri 1’, 10’ Tayebi 3’, 11’, 18’, 28’ Hassanzadeh 5’, 40’ Ahmadi 6’ Javid 6’, 15’, 34’ Tavakoli 20’ | Marcatori | 17’ Khalid 38’ Kareem |

| Arbitri: | Maiket Yuttakon Kobayashi Hiroyuki Vahid Arzpeyma Mohamareh |

|                                                               |           |              |
| Ze. Liang 25’ Yihui 31’ Hongwei 33’ Zh. Liang 36’ Jianjia 37’ | Marcatori | 39’ Musa Abu |

### Gruppo C
| Squadra       | Pti | G | V | N | P | GF | GS | DR |
| ------------- | --- | - | - | - | - | -- | -- | -- |
| Thailandia    | 9   | 3 | 3 | 0 | 0 | 15 | 7  | +8 |
| Vietnam       | 6   | 3 | 2 | 0 | 1 | 14 | 8  | +6 |
| Taipei cinese | 1   | 3 | 0 | 1 | 2 | 9  | 15 | -6 |
| Tagikistan    | 1   | 3 | 0 | 1 | 2 | 8  | 16 | -8 |

| Arbitri: | Hasan Mohammed Mousa Al Gburi Liu Jianqiao Chris Colley |

|                                            |           |                                          |
| Suphawut 7’, 30’, 32’ Apiwat 25’ Wiwat 40’ | Marcatori | 11’ Nekruz 21’ Mansur 35’, 39’ Rahmonali |

| Arbitri: | Husein Mahmoud Khalaileh Hawkar Ahmed Kozaki Tomohiro |

|                                                    |           |                                  |
| Quân 4’ (rig.) Luân 6’ Nam 28’ Long Vũ 31’ Sơn 37’ | Marcatori | 4’ Lin 26’ Chi 31’ Lin 39’ Huang |

| Arbitri: | Hawkar Ahmed Vahid Arzpeyma Mohamareh Helday Idang |

|                 |           |                                                                         |
| Chu 14’ Lai 36’ | Marcatori | 2’, 33’ Suphawut 4’ Konghla 22’ (aut.) Chang 28’, 37’ Jetsada 37’ Wiwat |

| Arbitri: | Khamis Hassan Al Shamsi Nurdin Bukuev Kobayashi Hiroyuki |

|            |           |                                                                    |
| Fayzali 9’ | Marcatori | 1’, 22’ Tùng 14’, 37’ Văn Vũ 20’ Quân 27’ Nam 34’ Long Vũ 35’ Luân |

| Arbitri: | Hasan Mohammed Mousa Al Gburi Liu Jianqiao Chris Colley |

|                        |           |        |
| Suphawut 31’, 40’, 40’ | Marcatori | 38’ Du |

| Arbitri: | Husein Mahmoud Khalaileh Hawkar Ahmed Kozaki Tomohiro |

|                           |           |                                     |
| Chu 26’ Lin 36’ Chang 39’ | Marcatori | 2’ Nekruz 29’ Shavqat 40’ Mehruboni |

### Gruppo D
| Squadra   | Pti | G | V | N | P | GF | GS | DR  |
| --------- | --- | - | - | - | - | -- | -- | --- |
| Giappone  | 9   | 3 | 3 | 0 | 0 | 15 | 2  | +13 |
| Australia | 6   | 3 | 2 | 0 | 1 | 8  | 6  | +2  |
| Qatar     | 3   | 3 | 1 | 0 | 2 | 8  | 8  | 0   |
| Malaysia  | 0   | 3 | 0 | 0 | 3 | 4  | 19 | -15 |

| Arbitri: | Nurdin Bukuev Khamis Hassan Al Shamsi Lee Po-Fu |

|              |           |  |
| Watanabe 16’ | Marcatori |  |

| Arbitri: | Vahid Arzpeyma Mohamareh An Ran Truong Quoc Dung |

|                             |           |            |
| Basger 24’ G. Giovenali 26’ | Marcatori | 19’ Bahrin |

| Arbitri: | Liu Jianqiao Hasan Mohammed Mousa Al Gburi Maiket Yuttakon |

|          |           | |
| Afif 14’ | Marcatori | 3’ Yoshikawa 3’, 7’ Takita 13’ Morioka 13’ Osodo 15’ Watanabe 15’ Henmi 16’, 19’ Nishirani 19’ Nibuya 40’ Murota |

| Arbitri: | An Ran Husein Mahmoud Khalaileh Rey Ritaga |

|                           |           |                                               |
| Al-Braidi 3’ Oliveira 27’ | Marcatori | 2’ Fogarty 3’, 26’ G. Giovenali 4’, 37’ Seeto |

| Arbitri: | Nurdin Bukuev Khamis Hassan Al Shamsi Lee Po-Fu |

|                                 |           |                  |
| Henmi 8’ Morioka 19’ Nibuya 34’ | Marcatori | 12’ G. Giovenali |

| Arbitri: | Vahid Arzpeyma Mohamareh An Ran Truong Quoc Dung |

|                          |           |                                                        |
| Akmarulnizam 2’ Afif 18’ | Marcatori | 2’ Al-Romaihi 5’ Bilal 9’, 26’ Jaber 39’, 40’ Oliveira |

## Fase a eliminazione diretta
|  | Quarti di finale                 | Quarti di finale                 |                                  |         | Semifinali                | Semifinali                |  |  | Finale                           | Finale |
|  |                                  |                                  |                                  |         |                           |                           |  |  |                                  |        |
|  | 17 febbraio - Uzbekistan Stadium |                                  |                                  |         |                           |                           |  |  |                                  |        |
|  |                                  |                                  |                                  |         |                           |                           |  |  |                                  |        |
|  | Uzbekistan                       | 3                                |                                  |         |                           |                           |  |  |                                  |        |
|  | Uzbekistan                       | 3                                | 19 febbraio - Uzbekistan Stadium |         |                           |                           |  |  |                                  |        |
|  | Iraq                             | 0                                |                                  |         |                           |                           |  |  |                                  |        |
|  | Iraq                             | 0                                | Uzbekistan (dcr)                 | 2 (3)   |                           |                           |  |  |                                  |        |
|  | 17 febbraio - Universal Stadium  |                                  | Uzbekistan (dcr)                 | 2 (3)   |                           |                           |  |  |                                  |        |
|  |                                  | Thailandia                       | 2 (1)                            |         |                           |                           |  |  |                                  |        |
|  | Thailandia                       | Thailandia                       | 2 (1)                            | 6       |                           |                           |  |  |                                  |        |
|  | Thailandia                       |                                  | 21 febbraio - Uzbekistan Stadium | 6       |                           |                           |  |  |                                  |        |
|  | Australia                        | 1                                |                                  |         |                           |                           |  |  |                                  |        |
|  | Australia                        | 1                                | Uzbekistan                       | 1       |                           |                           |  |  |                                  |        |
|  | 17 febbraio - Uzbekistan Stadium |                                  | Uzbekistan                       | 1       |                           |                           |  |  |                                  |        |
|  |                                  | Iran                             | 2                                |         |                           |                           |  |  |                                  |        |
|  | Iran                             | Iran                             | 2                                | 7       |                           |                           |  |  |                                  |        |
|  | Iran                             | 19 febbraio - Uzbekistan Stadium |                                  | 7       |                           |                           |  |  |                                  |        |
|  | Kirghizistan                     | 0                                |                                  |         |                           |                           |  |  |                                  |        |
|  | Kirghizistan                     | 0                                | Iran                             | 13      | Finale per il terzo posto | Finale per il terzo posto |  |  |                                  |        |
|  | 17 febbraio - Universal Stadium  |                                  | Iran                             | 13      | Finale per il terzo posto | Finale per il terzo posto |  |  |                                  |        |
|  |                                  | Vietnam                          | 1                                |         |                           |                           |  |  |                                  |        |
|  | Giappone                         | Vietnam                          | 1                                | 4 (1)   | Thailandia                | 8                         |  |  |                                  |        |
|  | Giappone                         |                                  |                                  | 4 (1)   | Thailandia                | 8                         |  |  |                                  |        |
|  | Vietnam (dcr)                    | 4 (2)                            |                                  | Vietnam | 0                         |                           |  |  |                                  |        |
|  | Vietnam (dcr)                    | 4 (2)                            |                                  |         | 0                         |                           |  |  |                                  |        |
|  |                                  |                                  |                                  |         |                           |                           |  |  | 21 febbraio - Uzbekistan Stadium |        |
|  |                                  |                                  |                                  |         |                           |                           |  |  |                                  |        |

### Quarti di finale
| Arbitri: | Liu Jianqiao Chris Colley Vahid Arzpeyma Mohamareh |

|                            |           |  |
| Dilshod 18’, 39’ Nodir 31’ | Marcatori |  |

| Arbitri: | Kozaki Tomohiro Kobayashi Hiroyuki Lee Po-Fu |

|                                                         |           |                  |
| Jirawat 5’, 39’ Suphawut 10’, 39’ Jetsada 27’ Wiwat 33’ | Marcatori | 20’ G. Giovenali |

| Arbitri: | Truong Quoc Dung Rey Ritaga An Ran |

|                                                                          |           |  |
| Tayebi 7’, 15’, 32’ Taheri 8’ Hassanzadeh 26’ Bahadori 26’ Alighader 29’ | Marcatori |  |

| Arbitri: | Nurdin Bukuev Husein Mahmoud Khalaileh Maiket Yuttakon |

|                                 |                      |                                       |
| Nibuya 8’, 26’ Morioka 13’, 42’ | Marcatori            | 14’, 39’ Văn Vũ 35’ Phát 49’ Thái Huy |
| Morioka Henmi Nibuya            | Tiri di rigore 1 – 2 | Quân Tùng Luân                        |

### Semifinali 5º posto
| Arbitri: | Truong Quoc Dung Maiket Yuttakon Liu Jianqiao |

|                                   |           |                                                  |
| Hamza 8’ Mohammed 38’ S. Abed 39’ | Marcatori | 6’, 20’ Basger 11’, 37’ Fogarty 35’ W. Giovenali |

| Arbitri: | Vahid Arzpeyma Mohamareh Rey Ritaga An Ran |

|                                                    |           |                     |
| Ulanbek 10’, 30’ Ilias 13’ Maksadbek 24’, 36’, 40’ | Marcatori | 26’ Henmi 39’ Hoshi |

### Finale 5º posto
| Arbitri: | Truong Quoc Dung Vahid Arzpeyma Mohamareh Maiket Yuttakon |

|                                      |           |             |
| Merrin 6’ Lynch 20’ G. Giovenali 32’ | Marcatori | 37’ Kanetov |

### Semifinali
| Arbitri: | Chris Colley Liu Jianqiao An Ran |

|                                |                      |                        |
| Jirawat 23’ (aut.) Yunusov 48’ | Marcatori            | 24’ Jetsada 41’ Apiwat |
| Sviridov Dilshod Feruz         | Tiri di rigore 3 – 1 | Suphawut Jirawat       |

| Arbitri: | Nurdin Bukuev Kozaki Tomohiro Khamis Hassan Al Shamsi |

| |           |          |
| Javid 2’, 20’, 32’ Tavakoli 8’, 8’, 20’, 22’ Ahmadi 13’ Tayebi 16’, 27’ Vafaei 26’ Keshavarz 37’, 39’ | Marcatori | 17’ Luân |

### Finale 3º posto
| Arbitri: | An Ran Khamis Hassan Al Shamsi Chris Colley |

|                                                                    |           |  |
| Jetsada 6’ Apiwat 11’, 12’ Suphawut 18’, 18’, 36’, 40’ Jirawat 34’ | Marcatori |  |

### Finale
| Arbitri: | Kozaki Tomohiro Liu Jianqiao Rey Ritaga |

|             |           |                           |
| Dilshodi 6’ | Marcatori | 9’ Bahadori 14’ Keshavarz |

## Campione
IRAN
(11º titolo)

## Classifica finale
| Squadre qualificate per il FIFA Futsal World Cup 2016 |

| Posizione | Squadra        |
| --------- | -------------- |
| 1         | Iran           |
| 2         | Uzbekistan     |
| 3         | Thailandia     |
| 4         | Vietnam        |
| 5         | Australia      |
| 6         | Kirghizistan   |
| 7         | Giappone       |
| 8         | Iraq           |
| 9         | Qatar          |
| 10        | Cina           |
| 11        | Libano         |
| 12        | Taipei cinese  |
| 13        | Arabia Saudita |
| 14        | Tagikistan     |
| 15        | Giordania      |
| 16        | Malaysia       |